# تهاجم بیگانگان

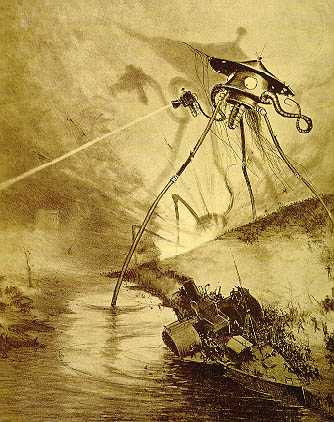
در رمان جنگ دنیاها بیگانگان از مریخ تهاجم به زمین را آغاز می‌کنند که توسط هنریک آلویم کوریا به تصویر کشیده شده است.

تهاجم بیگانگان، هجوم بیگانگان یا تهاجم فضایی یکی از مشخصه‌های رایج در داستان‌ها و فیلم‌های علمی تخیلی است که در آن موجودات فضایی به زمین حمله می‌کنند تا زندگی انسان را از بین ببرند و آنها را جایگزین کنند، انسان را به بردگی بگیرند یا برای غذا جمع‌آوری کنند، منابع سیاره را بدزدند یا به‌طور کلی سیاره را نابود کنند. تهاجم بیگانگان را می‌توان به‌عنوان زیرژانر علمی-تخیلی ادبیات تهاجمی در نظر گرفت که توسط رمان جنگ دنیاها نوشته اچ. جی. ولز گسترش یافت.
کارشناسان چشم‌انداز تهاجم واقعی گونه‌های حیات فرازمینی به زمین را به دلیل هزینه هنگفت در زمان و منابع، بسیار بعید می‌دانند.